# 奈良県道259号吉野川公園線
奈良県道259号吉野川公園線（ならけんどう259ごう よしのがわこうえんせん）は、奈良県五條市を通る一般県道である。

## 概要
五條市滝町から五條市西阿田町に至る。

### 路線データ
- 起点：五條市滝町（滝交差点、奈良県道39号五條吉野線交点）
- 終点：五條市西阿田町（西阿田町交差点、国道370号交点）

## 路線状況

### 道路施設

#### 橋梁
- 阿太橋（紀の川、五條市）

## 地理

### 通過する自治体
- 奈良県
  - 五條市

### 交差する道路
| 交差する道路           | 交差する場所 | 交差する場所          |
| ---------------------- | ------------ | --------------------- |
| 奈良県道39号五條吉野線 | 滝町         | 滝交差点 / 起点       |
| 国道370号              | 西阿田町     | 西阿田町交差点 / 終点 |

### 沿線
- 紀の川